# Сухоріччя (Сімферопольський район)
Сухорі́ччя (до 1948 року — Джага-Мамиш, крим. Cağa Mamış) — село Сімферопольського району Автономної Республіки Крим.